# Wer ist der Täter?
Wer ist der Täter? ist ein deutscher Kriminal-Stummfilm aus dem Jahre 1913 von Franz Hofer.

## Handlung
Ruth Rubin, Tochter eines alten Pfandleihers, hat eine Affäre mit Octave, dem auf großem Fuße lebenden Sohn des Staatspräfekten. Dies ist Ruths Vater überhaupt nicht recht, und so schreibt er einen geharnischten Brief an den einflussreichen Vater des Geliebten seiner Tochter. Der Pfandleiher weiß nicht, dass sich gerade jetzt Ruth mit ihrem Chérie im Nebenzimmer aufhält. Da fällt ein Schuss, abgefeuert aus einem Gewehr. Der Pfandleiher, allein in seinem Zimmer und am Schreibtisch sitzend, fällt tot um. Wer ist der Täter? Ist es Octave oder gar Ruth? Vielleicht aber auch der Nebenbuhler Octaves, der just zu diesem Zeitpunkt am offenen Fenster herumschlich, oder ist es die Kundin, die sich mit ihren paar Habseligkeiten gerade zu diesem Zeitpunkt im Pfandleihgeschäft befand? Sie hatte den Schuss gehört, sah aber niemanden im Zimmer des Ermordeten und hat sich sofort aus dem Stab gemacht, um in diese Angelegenheit nicht hineingezogen zu werden. 
Im zweiten Akt wird Octave verhaftet und des Mordes angeklagt. Der fiese Nebenbuhler sorgt durch die Beschaffung allerlei mutmaßlicher Indizien dafür, dass Octaves Täterschaft immer wahrscheinlicher wird. Will er auf diese Weise den Konkurrenten um die Gunst Ruths aus dem Wege schaffen ? Auch Ruth selbst gerät ins Kreuzfeuer der Mordanklage und wird der Beihilfe beschuldigt. Im dritten Akt kann der vom toten Pfandleiher angeschriebene Präfekt den Fall lösen. Es gab keinen Mord, vielmehr es handelt sich lediglich um einen höchst tragischen Unglücksfall: der Pfandleiher hatte ein altes Gewehr auf die Fensterbank abgelegt. Durch die Einwirkung von Sonnenstrahlen, die, durch ein am Fensterverschluss hängendes Brennglas gebündelt, eine gewaltige Hitze entwickelten, löste sich unglücklicherweise der tödliche Schuss. Der Gewehrlauf zielte zu diesem Zeitpunkt genau auf den Kopf des am Schreibtisch sitzenden Pfandleihers.

## Produktionsnotizen
Wer ist der Täter? entstand im Frühjahr 1913 im Luna-Film-Atelier in Berlins Friedrichstraße 224, passierte die Zensur im Juni desselben Jahres und erlebte seine Uraufführung am 15. August 1913. Der Dreiakter besaß eine Länge von 1210 Metern.
Der bis dahin als Drehbuchautor arbeitende Franz Hofer gab hier mutmaßlich sein Regiedebüt. Auch für Gotthardt Wolf war dieser Film zumindest einer seiner ersten als Chefkameramann.

## Kritik
„Ein gut gemachtes mysteriöses Drama ist „Wer ist der Täter?“. Drei Akte teilen die Handlung geschickt ein. Die zwei ersten schließen mit großen Fragezeichen selbst für den aufmerksamsten Zuschauer. (…) Die außerordentlich geschickte Behandlung des Themas, nicht zuletzt eine meisterhafte, psychologisch rein gearbeitete Darstellung und die geschmackvolle Inszenierung erwecken großes und anhaltendes Interesse.“